# Bobby Farrelly

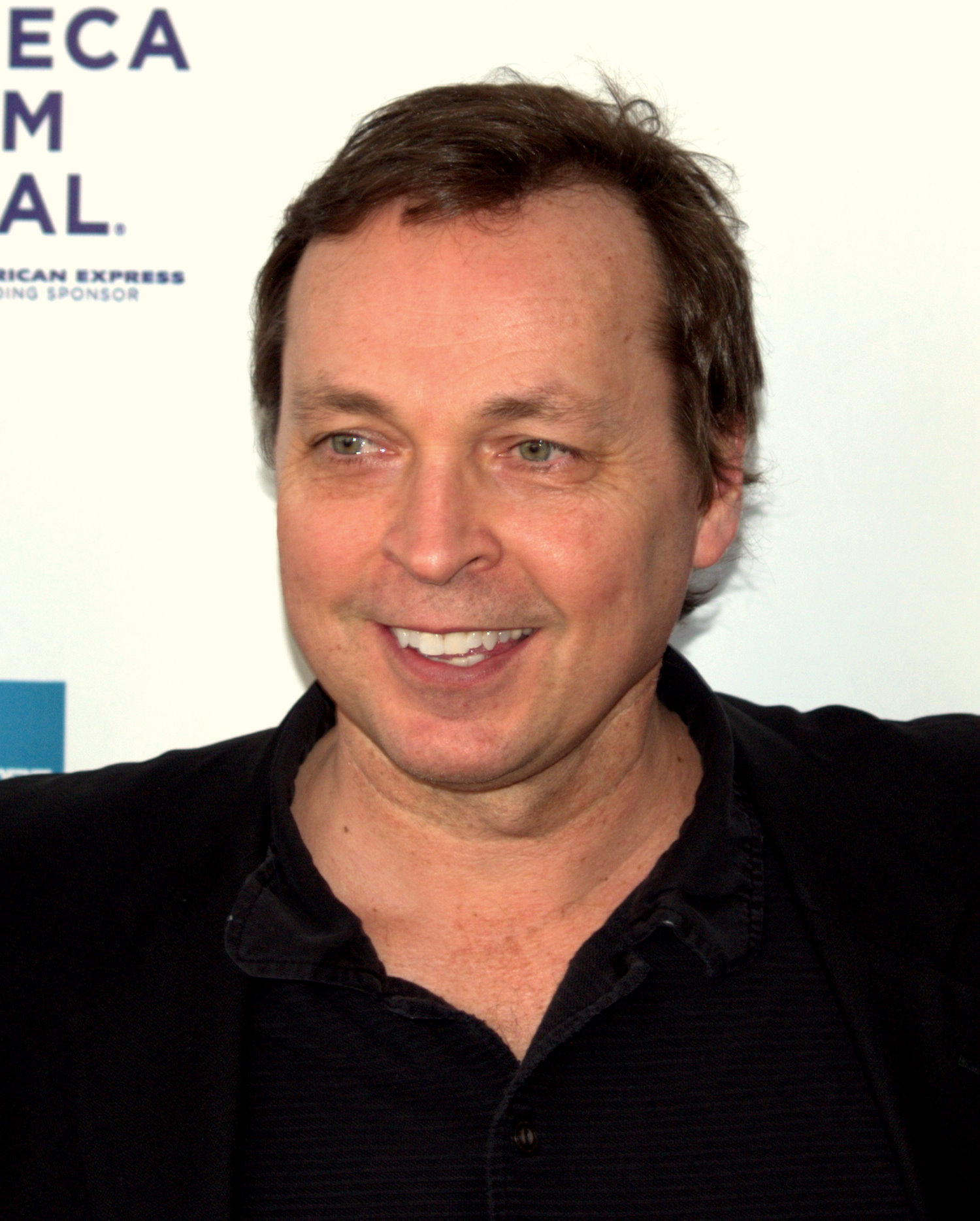
Bobby Farrelly.

Bobby Farrelly, nome artístico de Robert Leo Farrelly Jr., (Cumberland, Rhode Island, 1958) é um cineasta estadunidense.
Trabalha na maioria das vezes com seu irmão Peter Farrelly, na dupla chamada irmãos Farrelly.

## Filmografia
- 2014 - Dumb and Dumber To
- 2011 - Hall Pass
- 2007 - The Heartbreak Kid
- 2005 - Fever Pitch
- 2004 - Why Blitt?
- 2003 - Stuck on You
- 2001 - Shallow Hal
- 2001 - Osmosis Jones
- 2000 - Me, Myself and Irene
- 1998 - There's Something About Mary
- 1996 - Kingpin
- 1994 - Dumb & Dumber